# Lisa Bonder-Kreiss
Lisa Bonder-Kreiss (* 16. Oktober 1965 als Lisa Bonder in Columbus, Ohio) ist eine ehemalige US-amerikanische Tennisspielerin.

## Karriere
Auf der WTA Tour gewann sie insgesamt vier Einzeltitel. Ihre beste Weltranglistenposition erreichte sie am 20. August 1984 mit dem neunten Platz.

## Turniersiege

### Einzel
| Nr. | Datum            | Turnier  | Kategorie         | Belag           | Finalgegnerin   | Ergebnis      |
| --- | ---------------- | -------- | ----------------- | --------------- | --------------- | ------------- |
| 1.  | 11. Juli 1982    | Hittfeld | WTA Toyota Series | Sand            | Renáta Tomanová | 6:3, 6:2      |
| 2.  | 18. Oktober 1982 | Tokio    | WTA Toyota Series | Hartplatz       | Shelley Solomon | 2:6, 6:0, 6:3 |
| 3.  | September 1983   | Tokio    | WTA               | Teppich (Halle) | Andrea Jaeger   | 6:2, 5:7, 6:1 |
| 4.  | 10. Oktober 1983 | Tokio    | WTA               | Hartplatz       | Laura Arraya    | 6:1, 6:3      |

## Persönliches
Am 10. Januar 1988 heiratete sie Tom Kreiss.